# 小齒肩燈魚
小齒肩燈魚，為管肩魚科的其中一種，為深海魚類，分布於全球三大洋熱帶、亞熱帶海域，深度450-1500公尺，體長可達15公分，棲息在底中層水域，生活習性不明。

## 扩展阅读
維基物種上的相關：小齒肩燈魚